# Batalha do Lago Buir
A batalha do Lago Buir foi uma batalha travada entre as forças da dinastia Ming e de Iuã setentrional no Lago Buir em 1388. O exército Ming foi liderado pelo general Lan Yu, que chefiou a campanha militar contra Togus Temur, o grão-cã mongol de Iuã setentrional. Mais tarde nesse mesmo ano, o exército Ming bateu-se com as hordas mongóis no Lago Buir, derrotando-as e capturando como prisioneiros de guerra muitos dos seus soldados.

## Contexto
Incentivado pela campanha bem-sucedida contra o comandante mongol Nagachu e a sua horda Uriancai em 1378, que findou com a rendição do mesmo, o Imperador Hongwu ordenou o seu general Lan Yu tomar um exército para realizar uma campanha militar contra o grão-cã mongol Togus Temur.

## Desenvolvimento
Em Dezembro de 1387, o Imperador Hongwu ordenou Lan Yu para atacar Togus Temur. Lan Yu levou consigo um exército Ming que estava composto por cento cinquenta mil soldados.
Lan Yu e os seus homens marcharam através da Grande Muralha, quando foram informados pelos seus espias que Togus Temur estava estacionado com as suas tropas num acampamento perto do Lago Buir. Subsequentemente, o exército Ming avançou para norte através do deserto de Gobi, eventualmente chegando ao Lago Buir.
Eles não tinham visto a horda mongol quando estavam a quarenta li do Lago Buir, desmotivando Lan Yu, porém, o seu subordinado, o general Wan Pi (marquês de Tinguiuã), lembrou-lhe que não seria inteligente voltar de mãos vazias com tal grande exército. As tropas Ming iriam descobrir que a horda mongol estava a nordeste do Lago Buir e atacaram-nos aproveitando a escuridão e as tempestade de areia. A 18 de Maio de 1388, perto do Lago Buir, o exército Ming lançou uma ataque contra a horda mongol, a qual foi apanhada de surpresa. A batalha fundou com a vitória Ming, capturando muitos mongóis. Porém, Togus Temur conseguiu fugir.